# Everal Trapp
Everal Trapp (22 gennaio 1987) è un calciatore beliziano, difensore dell'Hankook Verdes e della Nazionale beliziana.

## Carriera

### Club
Gioca dal 2007 al 2008 al Santel's Santa Elena. Nel 2008 si trasferisce all'Ilagulei. Nel 2010 viene acquistato dall'Hankook Verdes, per poi essere ceduto all'Hopkins. Nel 2012 torna all'Hankook Verdes.

### Nazionale
Debutta in Nazionale il 10 settembre 2010, nell'amichevole Belize-Trinidad e Tobago (0-0).

## Statistiche

### Cronologia presenze e reti in nazionale
| Cronologia completa delle presenze e delle reti in nazionale ― Belize | Cronologia completa delle presenze e delle reti in nazionale ― Belize | Cronologia completa delle presenze e delle reti in nazionale ― Belize | Cronologia completa delle presenze e delle reti in nazionale ― Belize | Cronologia completa delle presenze e delle reti in nazionale ― Belize | Cronologia completa delle presenze e delle reti in nazionale ― Belize | Cronologia completa delle presenze e delle reti in nazionale ― Belize | Cronologia completa delle presenze e delle reti in nazionale ― Belize |
| Data                                                                  | Città                                                                 | In casa                                                               | Risultato                                                             | Ospiti                                                                | Competizione                                                          | Reti                                                                  | Note                                                                  |
| --------------------------------------------------------------------- | --------------------------------------------------------------------- | --------------------------------------------------------------------- | --------------------------------------------------------------------- | --------------------------------------------------------------------- | --------------------------------------------------------------------- | --------------------------------------------------------------------- | --------------------------------------------------------------------- |
| 10-9-2010                                                             | Belmopan                                                              | Belize                                                                | 0 – 0                                                                 | Trinidad e Tobago                                                     | Amichevole                                                            | -                                                                     |                                                                       |
| 9-10-2010                                                             | San José                                                              | Guatemala                                                             | 4 – 2                                                                 | Belize                                                                | Amichevole                                                            | -                                                                     |                                                                       |
| 15-1-2011                                                             | Panama                                                                | Panama                                                                | 2 – 0                                                                 | Belize                                                                | Coppa centroamericana 2011 - 1º Turno                                 | -                                                                     |                                                                       |
| 16-1-2011                                                             | Panama                                                                | Belize                                                                | 2 – 5                                                                 | El Salvador                                                           | Coppa centroamericana 2011 - 1º Turno                                 | -                                                                     | 83’                                                                   |
| 15-6-2011                                                             | Couva                                                                 | Montserrat                                                            | 2 – 5                                                                 | Belize                                                                | Qual. Mondiali 2014                                                   | -                                                                     |                                                                       |
| 2-9-2011                                                              | Saint George's                                                        | Grenada                                                               | 0 – 3                                                                 | Belize                                                                | Qual. Mondiali 2014                                                   | -                                                                     | 65’                                                                   |
| 7-9-2011                                                              | Belmopan                                                              | Belize                                                                | 1 – 2                                                                 | Guatemala                                                             | Qual. Mondiali 2014                                                   | -                                                                     | 67’                                                                   |
| 12-10-2011                                                            | Città del Guatemala                                                   | Guatemala                                                             | 3 – 1                                                                 | Belize                                                                | Qual. Mondiali 2014                                                   | -                                                                     | 22’ 75’                                                               |
| 15-11-2011                                                            | Kingstown                                                             | Saint Vincent e Grenadine                                             | 0 – 2                                                                 | Belize                                                                | Qual. Mondiali 2014                                                   | -                                                                     | 61’                                                                   |
| 19-1-2013                                                             | San José                                                              | Costa Rica                                                            | 1 – 0                                                                 | Belize                                                                | Coppa centroamericana 2013 - 1º Turno                                 | -                                                                     |                                                                       |
| 20-1-2013                                                             | San José                                                              | Belize                                                                | 0 – 0                                                                 | Guatemala                                                             | Coppa centroamericana 2013 - 1º Turno                                 | -                                                                     | 45’                                                                   |
| 22-1-2013                                                             | San José                                                              | Nicaragua                                                             | 1 – 2                                                                 | Belize                                                                | Coppa centroamericana 2013 - 1º Turno                                 | -                                                                     |                                                                       |
| 23-3-2013                                                             | Belmopan                                                              | Belize                                                                | 0 – 0                                                                 | Trinidad e Tobago                                                     | Amichevole                                                            | -                                                                     |                                                                       |
| 11-6-2013                                                             | Antigua Guatemala                                                     | Guatemala                                                             | 0 – 0                                                                 | Belize                                                                | Amichevole                                                            | -                                                                     |                                                                       |
| 10-7-2013                                                             | Portland                                                              | Belize                                                                | 1 – 6                                                                 | Stati Uniti                                                           | Gold Cup 2013 - 1º Turno                                              | -                                                                     |                                                                       |
| 14-7-2013                                                             | Sandy                                                                 | Costa Rica                                                            | 1 – 0                                                                 | Belize                                                                | Gold Cup 2013 - 1º Turno                                              | -                                                                     |                                                                       |
| 16-7-2013                                                             | East Hartford                                                         | Cuba                                                                  | 4 – 0                                                                 | Belize                                                                | Gold Cup 2013 - 1º Turno                                              | -                                                                     | 67’ 69’                                                               |
| 4-9-2014                                                              | Washington                                                            | Honduras                                                              | 2 – 0                                                                 | Belize                                                                | Coppa centroamericana 2014 - 1º Turno                                 | -                                                                     |                                                                       |
| 8-9-2014                                                              | Dallas                                                                | Guatemala                                                             | 2 – 1                                                                 | Belize                                                                | Coppa centroamericana 2014 - 1º Turno                                 | -                                                                     |                                                                       |
| 11-9-2014                                                             | Houston                                                               | El Salvador                                                           | 2 – 0                                                                 | Belize                                                                | Coppa centroamericana 2014 - 1º Turno                                 | -                                                                     | 53’                                                                   |
| 5-9-2015                                                              | Toronto                                                               | Canada                                                                | 3 – 0                                                                 | Belize                                                                | Qual. Mondiali 2018                                                   | -                                                                     | 66’                                                                   |
| 14-1-2017                                                             | Panama                                                                | Panama                                                                | 0 – 0                                                                 | Belize                                                                | Coppa centroamericana 2017 - 1º Turno                                 | -                                                                     |                                                                       |
| 15-1-2017                                                             | Panama                                                                | Belize                                                                | 0 – 3                                                                 | Costa Rica                                                            | Coppa centroamericana 2017 - 1º Turno                                 | -                                                                     |                                                                       |
| 17-1-2017                                                             | Panama                                                                | El Salvador                                                           | 3 – 1                                                                 | Belize                                                                | Coppa centroamericana 2017 - 1º Turno                                 | -                                                                     |                                                                       |
| 20-1-2017                                                             | Panama                                                                | Nicaragua                                                             | 3 – 1                                                                 | Belize                                                                | Coppa centroamericana 2017 - 1º Turno                                 | -                                                                     | 76’                                                                   |
| 5-8-2018                                                              | Belmopan                                                              | Belize                                                                | 1 – 0                                                                 | Barbados                                                              | Amichevole                                                            | -                                                                     |                                                                       |
| 15-10-2018                                                            | Look Out                                                              | Montserrat                                                            | 1 – 0                                                                 | Belize                                                                | CONCACAF Nations League 2019-2020 - Qualificazioni                    | -                                                                     |                                                                       |
| 17-11-2018                                                            | Belmopan                                                              | Belize                                                                | 1 – 0                                                                 | Porto Rico                                                            | CONCACAF Nations League 2019-2020 - Qualificazioni                    | -                                                                     |                                                                       |
| 23-3-2019                                                             | Georgetown                                                            | Guyana                                                                | 2 – 1                                                                 | Belize                                                                | CONCACAF Nations League 2019-2020 - Qualificazioni                    | -                                                                     | 45’                                                                   |
| 31-8-2019                                                             | Belmopan                                                              | Belize                                                                | 1 – 1                                                                 | Saint Vincent e Grenadine                                             | Amichevole                                                            | -                                                                     |                                                                       |
| 9-9-2019                                                              | Belmopan                                                              | Belize                                                                | 1 – 2                                                                 | Grenada                                                               | CONCACAF Nations League 2019-2020 - 1º Turno                          | -                                                                     |                                                                       |
| 14-10-2019                                                            | Basseterre                                                            | Saint Kitts e Nevis                                                   | 0 – 1                                                                 | Belize                                                                | CONCACAF Nations League 2019-2020 - 1º Turno                          | -                                                                     |                                                                       |
| 15-11-2019                                                            | Belmopan                                                              | Belize                                                                | 2 – 0                                                                 | Guyana francese                                                       | CONCACAF Nations League 2019-2020 - 1º Turno                          | -                                                                     |                                                                       |
| 18-11-2019                                                            | Saint George's                                                        | Grenada                                                               | 3 – 2                                                                 | Belize                                                                | CONCACAF Nations League 2019-2020 - 1º Turno                          | -                                                                     |                                                                       |
| 25-3-2021                                                             | Port-au-Prince                                                        | Haiti                                                                 | 2 – 0                                                                 | Belize                                                                | Qual. Mondiali 2022                                                   | -                                                                     |                                                                       |
| 30-3-2021                                                             | San Cristóbal                                                         | Belize                                                                | 5 – 0                                                                 | Turks e Caicos                                                        | Qual. Mondiali 2022                                                   | -                                                                     |                                                                       |
| 30-1-2022                                                             | Managua                                                               | Nicaragua                                                             | 4 – 0                                                                 | Belize                                                                | Amichevole                                                            | -                                                                     | Cap.                                                                  |
| 2-2-2022                                                              | Managua                                                               | Nicaragua                                                             | 1 – 1                                                                 | Belize                                                                | Amichevole                                                            | -                                                                     | Cap.                                                                  |
| 27-3-2022                                                             | Belmopan                                                              | Belize                                                                | 0 – 3                                                                 | Cuba                                                                  | Amichevole                                                            | -                                                                     | Cap.                                                                  |
| 3-6-2022                                                              | Belmopan                                                              | Belize                                                                | 0 – 2                                                                 | Rep. Dominicana                                                       | CONCACAF Nations League 2022-2023 - 1º Turno                          | -                                                                     | 13’                                                                   |
| 5-6-2022                                                              | Città del Guatemala                                                   | Guatemala                                                             | 2 – 0                                                                 | Belize                                                                | CONCACAF Nations League 2022-2023 - 1º Turno                          | -                                                                     | Cap.                                                                  |
| 10-6-2022                                                             | Belmopan                                                              | Belize                                                                | 1 – 1                                                                 | Guyana francese                                                       | CONCACAF Nations League 2022-2023 - 1º Turno                          | -                                                                     | Cap.                                                                  |
| 14-6-2022                                                             | Caienna                                                               | Guyana francese                                                       | 1 – 0                                                                 | Belize                                                                | CONCACAF Nations League 2022-2023 - 1º Turno                          | -                                                                     | Cap. 83’                                                              |
| 25-3-2023                                                             | Belmopan                                                              | Belize                                                                | 1 – 2                                                                 | Guatemala                                                             | CONCACAF Nations League 2022-2023 - 1º Turno                          | -                                                                     | Cap.                                                                  |
| 28-3-2023                                                             | San Cristóbal                                                         | Rep. Dominicana                                                       | 2 – 0                                                                 | Belize                                                                | CONCACAF Nations League 2022-2023 - 1º Turno                          | -                                                                     | Cap.                                                                  |
| 8-9-2023                                                              | Belmopan                                                              | Belize                                                                | 1 – 2                                                                 | Saint Vincent e Grenadine                                             | CONCACAF Nations Legue                                                | -                                                                     |                                                                       |
| 12-9-2023                                                             | Caienna                                                               | Guyana francese                                                       | 0 – 2                                                                 | Belize                                                                | CONCACAF Nations League 2023-2024 - 1º Turno                          | -                                                                     |                                                                       |
| Totale                                                                |                                                                       | Presenze                                                              | 47                                                                    |                                                                       | Reti                                                                  | 0                                                                     |                                                                       |